# Hamed Junior Traoré
Hamed Junior Traoré, né le 16 février 2000 à Abidjan en Côte d'Ivoire, est un footballeur international ivoirien qui évolue au poste de milieu offensif à l'AFC Bournemouth.

## Biographie

### Carrière en club

#### Empoli
Né à Abidjan en Côte d'Ivoire, Hamed Junior Traoré débute en professionnel avec l'Empoli FC, club qui évolue à ce moment-là en Serie B. Il joue son premier match en championnat le 8 octobre 2017 face au Foggia Calcio. Il entre en toute fin de match et son équipe l'emporte 3-1. Faisant ses premiers pas en pro, il ne dispute qu'une dizaine de matchs lors de cette première saison, souvent en entrant en jeu en fin de partie. Il participe à la montée d'Empoli en Serie A, son club terminant champion de Serie B cette saison-là.
Le 26 août 2018, il fait ses débuts dans l'élite du football italien face au Genoa CFC, en entrant en jeu à la place de Miha Zajc. Son équipe est vaincue 2 buts à 1 par les Génois ce jour-là.
Le 15 janvier 2019, l'ACF Fiorentina annonce le recrutement de Traoré pour une somme de 12 millions d'euros. Toutefois, il se voit d'abord prêté jusqu'à la fin de saison à son club formateur, l'Empoli FC. Cependant en mai 2019, Fabrizio Corsi, le président d'Empoli déclare que l'accord est caduc, expliquant que les documents signés n'étaient jamais parvenus à la Ligue, et que le joueur appartient toujours à son club. Dans le même temps, le président a annoncé que la Juventus de Turin était proche de faire signer le joueur.

#### US Sassuolo
Alors qu'il est courtisé par plusieurs clubs, Hamed Junior Traoré s'engage le 12 juillet 2019 avec l'US Sassuolo en prêt de deux saisons avec obligation d'achat. Il fait ses débuts pour Sassuolo le 18 août de la même année face au Spezia Calcio, en Coupe d'Italie. Titulaire lors de cette partie, il inscrit également son premier but pour son nouveau club, le seul de la rencontre, qui permet donc à son équipe de l'emporter. Traoré joue son premier match de Serie A sous ses nouvelles couleurs le 25 août 2019 lors de la première journée de la saison 2019-2020 face au Torino FC. Il est titularisé ce jour-là mais son équipe est battue sur le score de deux buts à un.

#### AFC Bournemouth
Le 31 janvier 2023, lors du dernier joueur du mercato hivernal, il rejoint l'AFC Bournemouth sous la forme d'un prêt jusqu'à la fin de la saison, avec obligation d'achat sous certaines conditions.

#### SSC Naples
Le 17 janvier 2024, Hamed Junior Traoré fait son retour en Italie en rejoignant le SSC Naples sous la forme d'un prêt jusqu'à la fin de saison. Le club dispose d'une option d'achat sur le joueur,. Il enchaîne les titularisations en mars, que ce soit en Serie A ou en Ligue des Champions où il est titularisé lors des huitièmes de finale retour face au FC Barcelone (défaite 3-1). Néanmoins, à partir d'avril, il est relégué sur le banc et doit se contenter d'entrées en jeu. Au terme de sa demi-saison en Italie, le Napoli ne lève pas l'option d'achat de 25 millions d'euros. En championnat, il est alors apparu à 9 reprises, dont 5 titularisations.

#### AJ Auxerre
À la recherche d'un milieu offensif pour pallier le départ de Gauthier Hein, l'AJ Auxerre mise sur le polyvalent milieu ivoirien. Il y est prêté pour une saison, sans option d'achat. 
Il marque son premier but pour Auxerre le 22 septembre 2024, face au Montpellier HSC en Ligue 1. Il est titularisé mais ne peut empêcher la défaite de son équipe par trois buts à deux.
Il se montre rapidement à son avantage dans l'Yonne, trouvant le chemin des filets à 5 reprises et ayant délivré une passe décisive en neuf titularisations après onze journées de championnat.

### En sélection
Hamed Junior Traoré dispute son premier match avec l'équipe de Côte d'Ivoire le 6 septembre 2021 face au Cameroun (victoire 2-1 dans le cadre des qualifications à la Coupe du monde 2022).
En décembre 2021, il est retenu par le sélectionneur Patrice Beaumelle pour participer à la coupe d'Afrique des nations.

## Palmarès

### En club
| Empoli FC - Championnat d'Italie de D2 (1) : - Champion : 2017-2018 |

### En sélection
| Équipe de Côte d'Ivoire olympique - Coupe d'Afrique des nations des moins de 23 ans : - Finaliste : 2019 |

### Distionctions individuelles
- 2025 : Nommé pour le Prix Marc-Vivien Foé 2025[16].